# Lost Wishes
Lost Wishes – limitowany minialbum zespołu The Cure  zawierający cztery instrumentalne utwory z sesji nagraniowej płyty Wish, który można było otrzymać tylko na zamówienie, za pośrednictwem poczty.

## Lista utworów
Opracowano według źródła:.
Kompozytorzy utworów podani w nawiasach.
1. Uyea Sound (Porl Thompson) – 5:29
2. Cloudberry (Robert Smith) – 5:25
3. Off To Sleep... (Simon Gallup) – 3:47
4. The Three Sisters (Perry Bamonte) – 4:10